# 65 aC

## Esdeveniments

### República Romana
- Luci Manli Torquat i Luci Aureli Cotta III són cònsols.
- En resposta a l'il·legal exercici dels drets dels ciutadans estrangers, el senat romà va aprovar la Lex Papia, que va expulsar a tots els estrangers de Roma.
- Tigranes VI d'Armènia va ser derrotat i capturat per Pompeu, posant fi a totes les hostilitat en la frontera nord-est de Roma.

## Naixements
- 8 de desembre - Horaci, poeta romà.
- Gai Asini Pol·lió, poeta i historiador romà.